# Strömrödstjärt
Strömrödstjärt (Phoenicurus leucocephalus) är en asiatisk flugsnappare som påträffas vid strömmande vattendrag i bergstrakter.

## Utseende och läten
Strömrödstjärten är en stor (19 cm) rödstjärt med en mycket karakteristiskt utseende: svart med rostrött på buk, övergump och inre delen av stjärten samt på huvudet en vit hjässa. När den landar gungar den typiskt kroppen, vippar med en delvis utspridd stjärt och sänker vingarna. Sången är en kort, melodisk, böljande men rätt svag och melankolisk vissling: "tieu-yieu-yieu-yieu". Lätet är ett ljudligt och vasst, stigande "tseeit".

## Utbredning och systematik
Strömrödstjärt återfinns i Himalaya. Den placerades tidigare som ensam art i släktet Chaimarrornis. Flera genetiska studier visar dock att den liksom de två rödstjärtarna i Rhyacornis är en del av Phoenicurus.

### Familjetillhörighet
Rödstjärtarna ansågs fram tills nyligen liksom bland andra stenskvättor, stentrastar och buskskvättor vara små trastar. DNA-studier visar dock att de är marklevande flugsnappare (Muscicapidae) och förs därför numera till den familjen.

## Levnadssätt
Strömrödstjärten förekommer vid klippiga, strömmande vattendrag i bergstrakter på mellan 915 och 4265 meters höjd, vintertid ner till 215 meter. Den lever av insekter som dagsländor, harkrankar, skalbaggar och myror, men även spindlar, mollusker och tillfälligtvis bär. Fågeln häckar maj-augusti och placerar sitt djupa skålformade bo i en jordbank eller klippvägg, ibland under en sten eller bland trädrötter. Den lägger vanligtvis två kullar per säsong med fem blå eller blågröna rödbrunfläckade ägg. Arten är en höjdledsflyttare och kortflyttare som rör sig till lägre regioner vintertid, i Kina dessutom något söderut.

## Status och hot
Arten har ett stort utbredningsområde och en stor population med stabil utveckling och tros inte vara utsatt för något substantiellt hot. Utifrån dessa kriterier kategoriserar internationella naturvårdsunionen IUCN arten som livskraftig (LC). Den beskrivs som vanlig eller mycket vanlig.